# اس کریگ زالر
اس کریگ زالر (انگلیسی: S. Craig Zahler؛ زادهٔ ۲۳ ژانویهٔ ۱۹۷۳) رمان‌نویس، فیلم‌نامه‌نویس، کارگردان، فیلم‌بردار، موسیقی‌دان اهل ایالات متحده آمریکا است.

## فیلم‌شناسی
- حادثه تیمارستان (۲۰۱۱) - نویسنده
- تاماهاوک استخوانی (۲۰۱۵) - کارگردان و نویسنده
- درگیری در سلول ۹۹ (۲۰۱۷) - کارگردان و نویسنده
- استاد عروسکی: ریچ کوچک (۲۰۱۸) نویسنده
- کشیده شده در بتن (۲۰۱۸) کارگردان و نویسنده